# Bythinella pannonica
Bythinella pannonica là một loài ốc nước ngọt với một nắp, là động vật chân bụng sống dưới nước động vật thân mềm thuộc họ Hydrobiidae.

## Phân bố
Distribution of this species is miền tây carpathian.
Nó được tìm thấy ở Hungary và Slovakia.